# Divoký Wales
Divoký Wales (v anglickém originále Wild Wales) je britský dokumentární seriál z roku 2010 s Iolem Williamsem jakožto průvodcem. Každý díl se soustředí na určitou oblast této země – začíná na jihu a končí na severu. Na své cestě se Iolo setkává s mnoha živočichy (veverkami obecnými, netopýry, jestřáby, tuleni atd.). V Česku je seriál vysílán např. na Viasat Nature.